# Телевидение
Телеви́дение (англ. TV — television, читается «ти ви», от др.-греч. τῆλε «далеко» + лат. visio «видеть») — технология электросвязи, предназначенная для передачи на расстояние движущегося изображения. Разделяется на вещательное и прикладное. В большинстве случаев одновременно с изображением передаётся звуковое сопровождение. В обиходе термин используется также для обобщённого обозначения организаций, занимающихся производством и распространением телевизионных программ. Со второй половины XX века телевидение стало наиболее влиятельным средством массовой информации, пригодным для развлечения, образования, передачи новостей и рекламы. Кроме того, телевидение по-прежнему продолжает играть роль первой скрипки в плане влияния на политические взгляды массовой аудитории.
Технологии хранения переданных телепрограмм, такие как видеомагнитофон и оптические видеодиски, увеличили доступность продукции кинематографа, позволив смотреть фильмы не только в кинотеатрах, но и на домашних телевизорах. К 2013 году 79 % домохозяйств во всём мире имели хотя бы один телевизионный приёмник. С 1950-х годов телевидение играет ключевую роль в формировании общественного мнения, начав уступать эту нишу интернету лишь в середине 2010-х годов. Роль технологии в бизнесе и политике огромна, что подчёркнуто ООН, установившей памятный день — Всемирный день телевидения, который отмечается ежегодно 21 ноября.

## Этимология
Слово Télévision является составным из греч. τῆλε «далеко́» и лат. vīsio «ви́дение». Впервые термин использован на французском языке в 1900 году русским учёным Константином Перским во время VI Международного электротехнического конгресса, прошедшего в рамках Всемирной выставки в Париже. В английском языке слово впервые прозвучало в 1907 году в описании «гипотетической системы для передачи движущихся изображений по телеграфным или телефонным проводам». Слово «телевидение» стало общераспространённым в 1930-е годы, заменив такие термины как «электровидение», «дальновидение», «радиотелескопия», «электрическая телескопия», «телевизирование», или «кинорадио», «радиокино» (при передаче через телевидение кинофильмов).

## История телевидения
Технология телевидения первоначально развивалась двумя путями — на механической и электронной основе. В 1930-е годы электронная система, использующая электронно-лучевые трубки (ЭЛТ), вытеснила механическую, став общепринятым стандартом, а в 1950-х годах телевидение стало подлинно массовым. В конце XX века начало распространяться цифровое телевидение.
Самая ранняя версия ЭЛТ была изобретена немецким физиком Карлом Фердинандом Брауном в 1897 году. Он был первым, кто предложил использовать ЭЛТ в качестве устройства отображения.
В 1907 году немецкий изобретатель Макс Дикманн смог сформировать растровое изображение на электронно-лучевой трубке, которое ещё не отображало реальных объектов.
Первую демонстрацию мгновенной передачи изображений осуществил немецкий физик Эрнст Румер в 1909 году. Изображение в пиксельном формате 5х5 передавалось по телефонной линии на экран, состоящий из селеновых ячеек.
Первую передачу неподвижных изображений (как геометрических фигур, так и силуэтов реальных объектов) на ЭЛТ с использованием видеосигнала продемонстрировал российский учёный Борис Розинг в 1911 году.
Первая передача движущегося изображения была осуществлена в 1923 году американцем Чарльзом Дженкинсом, с использованием для передачи механической развёртки, но передаваемое изображение было силуэтным, то есть не содержало полутонов.
Первая пригодная для передачи движущихся полутоновых изображений механическая система была создана в 1925 году шотландским изобретателем Джоном Бэрдом.
Первая телевизионная станция WCFL, основанная на механической развёртке, вышла в эфир в Чикаго 12 июня 1928 года (её создателем был Улисс Санабриа). В 1931 году нью-йоркская студия CBS уже регулярно вещала по схожей технологии семь дней в неделю. Передачи можно было смотреть на механических телевизорах (без ЭЛТ), которые выпускались малыми сериями, при этом разрешение было очень низким, а размеры экрана сравнимы с почтовой маркой. На территории СССР в октябре 1931 года начало вещание Телевидение имени Горького; ежедневное вещание длилось 30 минут в день после полуночи (когда заканчивались радиопередачи), а позднее — 12 раз в месяц по 60 минут.
Механическое телевидение оказалось тупиковой ветвью после того, как в 1931 году американский учёный и предприниматель Аллен Дюмонт разработал электронно-лучевую трубку, способную долго работать, а российско-американский изобретатель Владимир Зворыкин в том же году создал передающую трубку (иконоскоп) в качестве основы телекамеры.
Изобретения Дюмонта и Зворыкина сделали возможным коммерческое телевидение.
В 1932 году с передатчика, установленного на Эмпайр-стейт-билдинг в Нью-Йорке, начались первые экспериментальные передачи электронного телевидения. Сигнал принимался на расстоянии до 100 км на телевизоры c ЭЛТ, выпущенные к тому моменту компанией RCA, в которой работал Зворыкин. Организовать регулярное вещание электронного телевидения в тот момент помешала Великая депрессия.
Первый в мире телеканал, вещающий по электронной технологии регулярно — DFR («Deutscher Fernseh-Rundfunk» — «Немецкое телевизионное радиовещание»), запущен в 1934 году немецкой телерадиокомпанией RRG после того, как RCA передала лицензию компании Telefunken. DFR вещал до 1944 года, пока в результате бомбардировок не был разрушен Берлинский телецентр. В Германии была разработана модель телевизора для серийного производства, однако массовому выпуску помешала война.
Ежедневное вещание в Великобритании началось в 1936 году (кроме воскресенья), во Франции — в 1937 году. В 1937 году Великобритания стала первой страной, в которой электронные телевизоры продавались тысячами.
В 1939 году RCA начала регулярное телевизионное вещание из студий NBC на агломерацию Нью-Йорка c передатчика на Эмпайр-Стейт-Билдинг. Одновременно RCA начала выпускать модели телевизоров, предназначенные для широкой продажи (первоначально — в магазинах Нью-Йорка). Регулярное (но не ежедневное) электронное телевещание началось в Ленинграде в сентябре 1938 года 
и в Москве - в марте 1939 года, однако прервалось с началом Великой Отечественной войны.
В 1951 году RCA впервые продемонстрировала полностью электронную систему цветного изображения, совместимую с чёрно-белыми телевизорами, которых насчитывалось в США свыше 25 млн штук.
В 1954 году в массовую продажу поступила модель цветного телевизора RCA CT-100, а через несколько лет на американском рынке предлагались уже десятки разных моделей. Хотя первый сериал в цвете транслировался с июля 1954 года, но в целом количество цветных передач росло довольно медленно и только в 1965—1968 годы крупнейшие телевизионные компании США полностью перешли на цветное вещание (а в других странах это произошло ещё позже).
Одним из пионеров цифрового телевидения стала японская телекомпания NHK, создавшая опытные образцы оборудования в 1970-е годы.
В середине 1980-х компании Toshiba, Sony и NEC выпустили телевизоры с цифровой обработкой видео (что сделало возможным функции «стоп-кадр», показ двух каналов одновременно «картинка в картинке» и др.), но принимаемый сигнал оставался аналоговым.
В начале 1990-х годов с падением удельной стоимости компьютерного оборудования стала очевидна осуществимость цифрового телевидения. Цифровая технология позволила начать широкое вещание по стандартам 720p и 1080i в 1998 в США, в 2003 году в Японии и в 2004 году — в Европе.

## Основные принципы
| 1000+ 500-1000 300-500 | 200-300 100-200 50-100 | 0-50 Нет данных |

Телевидение основано на принципе последовательной передачи элементов изображения с помощью радиосигнала или по проводам. Разложение изображения на элементы происходит при помощи диска Нипкова, электронно-лучевой трубки или полупроводниковой матрицы. Количество элементов изображения выбирается в соответствии с полосой пропускания радиоканала и физиологическими критериями. Для сужения полосы передаваемых частот и уменьшения заметности мерцания экрана телевизора применяют чересстрочную развёртку. Также она позволяет увеличить плавность передачи движения.
Аналоговый телевизионный тракт в общем виде включает в себя следующие устройства:
1. Телевизионная передающая камера. Служит для преобразования изображения, получаемого при помощи объектива на мишени передающей трубки или полупроводниковой матрице, в телевизионный видеосигнал.
2. Телекинопроектор. Преобразует изображение и звук на киноплёнке в телевизионный сигнал и позволяет демонстрировать кинофильмы по телевидению.
3. Видеомагнитофон. Записывает и в нужный момент воспроизводит видеосигнал, сформированный передающей камерой или телекинопроектором.
4. Видеомикшер. Позволяет переключаться между несколькими источниками изображения: камерами, видеомагнитофонами и другими.
5. Передатчик. Несущий сигнал высокой частоты модулируется телевизионным сигналом и передаётся по радио или по проводам.
6. Приёмник — телевизор. С помощью синхроимпульсов, содержащихся в видеосигнале, телевизионное изображение воспроизводится на экране приёмника (кинескоп, ЖК-дисплей, плазменная панель).

Кроме того, для создания телевизионной передачи используется звуковой тракт, аналогичный тракту радиопередачи. Звук передаётся на отдельной частоте обычно методом частотной модуляции. В цифровом телевидении звуковое сопровождение, часто многоканальное, передаётся в общем с изображением потоке данных.

## Технологии вещания
В зависимости от использования принципа передачи сигнала телевидение может быть эфирным (наземным), кабельным, спутниковым или интернет-телевидением. Первые три разновидности пригодны как для аналогового, так и для цифрового вещания. В современном телевещании технологии доставки контента часто комбинируются, используя на разных этапах наиболее эффективные способы.

#### Эфирное телевидение
Наземное (или эфирное) телевидение основано на передаче телевизионного сигнала к потребителю по радиоканалу при помощи телевизионных вышек и радиорелейной инфраструктуры в выделенных диапазонах частот от 48,5 до 790 МГц. Указанные предельные значения характерны для передачи сигналов аналогового телевидения — сигналы цифрового телевидения передаются на частотах от 470 до 790 МГц (дециметровые волны).
Для приёма сигнала используется внутрикомнатная или внешняя антенна. В многоквартирных домах часто устанавливается коллективная антенна с предусилителем и разводкой коаксиального кабеля по отдельным квартирам.

#### Кабельное телевидение
В отличие от эфирного телевидения, кабельное распространяется по коаксиальным или волоконно-оптическим сетям непосредственно до конечных потребителей. Благодаря отсутствию эфирного промежутка обеспечивается высокое качество сигнала и хорошая помехозащищённость. Кроме того, кабельная технология даёт широкие возможности создания платных каналов. Недостаток кабельного ТВ заключается в высокой удельной стоимости доставки контента из-за необходимости прокладки сетей. По этой же причине невозможен охват широкой аудитории, доступной для эфирного телевидения.

#### Спутниковое телевидение
Спутниковое телевидение — система передачи телевизионного сигнала от передающего центра к потребителю, использующая в качестве ретранслятора искусственные спутники Земли, расположенные в космосе на геостационарной околоземной орбите над экватором, и оснащённые приёмопередающим оборудованием. Обеспечивает покрытие качественным телевизионным сигналом больших территорий, труднодоступных для ретрансляции обычным способом.
Аналоговое телевидение распространяется через спутник, как правило, закодированным или зашифрованным в NTSC-, PAL- или SECAM-стандарте телевизионного вещания. Цифровой телевизионный сигнал или мультиплексированный сигнал обычно модулируется по стандартам QPSK или 8SPK. В целом, цифровое телевидение, в том числе передаваемое через спутники, как правило, основано на общемировых стандартах, таких как MPEG, DVB-S и DVB-S2.

#### Интернет-телевидение
Распространение широкополосного доступа к сети интернет позволило осуществлять цифровую дистрибуцию контента цифрового телевидения напрямую конечным пользователям. Скорость, обеспечиваемая с начала 2010-х годов большинством провайдеров, обеспечивает бесперебойное вещание как в стандартном качестве, так и с высокой чёткостью. При этом полноценный просмотр телепрограмм возможен как по традиционным сетям, так и по беспроводным интернет-протоколам. В отличие от эфирного, кабельного и спутникового телевидения, передающих свои программы строго по расписанию, интернет-телевидение даёт возможность произвольного выбора передач, независимо от сетки вещания в удобное для пользователей время. Кроме того, глобальный охват «всемирной паутины» даёт практически неограниченную территорию распространения контента. В результате телепрограмма, распространяемая через интернет, может быть просмотрена в любой точке земного шара, где есть доступ к сети.

## Запись телепрограмм
С началом регулярного коммерческого телевещания появилась необходимость сохранения телевизионных программ для последующих показов и распространения. Первые телестанции, вещавшие в УКВ-диапазоне, имели ограниченный радиус действия вследствие прямолинейного распространения радиоволн. Поэтому более широкий охват аудитории был возможен только путём физической доставки записи на другие телестанции или создания радиорелейных линий передачи телевизионного сигнала, которые появились только к середине 1950-х годов. На заре развития телевидения для записи использовалась технология кинорегистрации изображения, обеспечивавшая чрезвычайно низкое качество. И лишь в 1956 году, после создания фирмой Ampex первого пригодного для коммерческого использования видеомагнитофона, хранение телепрограмм перестало быть технической проблемой.
Развитие видеозаписи и появление бытовых видеомагнитофонов позволило автоматически записывать телепрограммы для последующего просмотра в удобное время. Эта же технология стала началом целой отрасли видеопроката кинофильмов, записанных на видеокассеты. Дальнейшее распространение связано с появлением оптических видеодисков, позволивших повысить качество домашнего кинотеатра до уровня, сопоставимого с настоящим кинопрокатом. В современном телевещании используются цифровые технологии видеозаписи и видеомонтажа, ставшие неотъемлемой частью телевидения. В настоящее время запись и воспроизведение ранее записанных программ эфирного цифрового телевидения в формате PTV возможна на телевизорах или ресиверах, имеющих такую функцию.

## Телевидение и общество
К 1960-м годам стало ясно, что телевидение коренным образом изменило мир. Упала посещаемость кинотеатров и спортивных стадионов. Телевидение стало главным финансистом спорта, и гольф переключился с индивидуальных турниров на групповые, а в футболе перерывы сократились с 20 до 15 минут, чтобы уложиться в 2,5-часовую трансляцию.
При этом ни в одной стране мира телевизионная аудитория не росла столь стремительно как в США. Доходы телекомпаний США формировались за счёт рекламы. Телевизионная реклама стала использоваться и в политике. Так, во время президентских выборов в США 1964 года, ролик «Девочка с маргариткой», эксплуатирующий страх перед ядерной войной, который использовался командой Линдона Джонсона, усилил чувство беспокойства и страха у зрителей, и способствовал победе Джонсона на выборах.
В 1960—1970-е годы, когда выпуски теленовостей в США освещали главным образом убийства и беспорядки, американцы начали обвинять телевидение в распространении насилия.
Транслируемые по телевидению фильмы и сериалы показывают определённый образ жизни, который люди часто имитируют. Влияние телевидения на поведение людей может быть как положительным, так и отрицательным. Например, исследователи установили, что после появления передачи канала MTV «Беременна в 16», в котором рассказываются истории беременных девушек-подростков, резко выросло количество запросов в Google и постов в социальных сетях, посвящённых теме контрацепции. Через полтора года после начала показа этой передачи количество матерей-подростков снизилось на 5,7%. С другой стороны, например, германский журнал Der Spiegel в 1994 году, проведя исследование, установил, что во всех сферах, кроме спорта, знаний у человека тем меньше, чем больше он смотрит телевизор. В конце XX века исследователи нескольких ведущих университетов США провели трёхлетнее исследование, в результате которого была снова обнаружена связь между просмотром сцен насилия и последующим проявлением агрессии. Результаты «Исследования насилия в передачах национального телевидения» (National Television Violence Study) 1998 года показали, что значительно возрос объём насилия на телеэкранах, а категории возрастных ограничений, присваиваемые программам, не соответствовали объёму содержащегося в них насилия.
В XXI веке телевидению пришлось конкурировать с интернетом. Пользование интернетом, в отличие от просмотра телевизора, не предполагает односторонней коммуникации. В интернет-пространстве человек может выбирать то, что ему интересно, сравнивать интересующие его точки зрения. Интернет-пользователь может сделать свою информацию достоянием всех, что невозможно в случае с телевидением.
Однако телевидение в настоящее время выдерживает соперничество с интернет-СМИ, а также с платформами для обмена видео и интернет-сервисами, предоставляющими контент по требованию. При этом в настоящее время едва ли можно найти телеканал, не представленный в интернете, что снижает зависимость телевещательных компаний от дефицитных радиочастот.
В ряде стран, где власти контролируют телевидение, оно активно используется в пропагандистских целях. Телевидение создаёт эффект совместного просмотра, даже если его реально нет, что влияет на массовое сознание.

## Телевидение и дизайн
Важным компонентом телевизионного вещания является дизайн студийного пространства и телевизионных программ. Идея телевизионного дизайна, обозначенная в момент возникновения регулярного вещания в 1930-е годы, была развита и систематизирована в 1960-е. Телевизионный дизайн как форма подразумевает несколько направлений. В частности — использование элементов дизайна в телевизионном вещании, использование дизайн-систем в телевизионном пространстве, использование дизайн-графики в телевизионных программах и заставках и т. д. Дизайн телевидения сформировался под влиянием принципа Интернационального стиля и Швейцарского дизайна. Одним из векторов развития современного телевизионного дизайна считают минимализм, который на сегодняшний момент остаётся наиболее перспективным направлением дизайна телевидения.

## Любопытные факты
- Папа Римский Франциск отказался от просмотра телепередач, в чём в 1990 году дал обет Деве Марии[50].
- Первым в мире массовым мероприятием, транслировавшимся по телевидению, стали Олимпийские игры в нацистской Германии[51].
- В Южно-Африканской Республике телевизионные передачи начались только в 1976 году; до этого телевидение в ЮАР было запрещено из-за его предполагаемого вредного влияния на население[52][53].